# Diocese de Punalur
A Diocese de Punalur (Latim:Dioecesis Punalurensis) é uma diocese localizada no município de Punalur, no estado de Querala, pertencente a Arquidiocese de Thiruvananthapuram na Índia. Foi fundada em 21 de dezembro de 1985 pelo Papa João Paulo II. Com uma população católica de 29.114 habitantes, sendo 0,7% da população total, possui 44 paróquias com dados de 2020.

## História
Em 21 de dezembro de 1985 o Papa João Paulo II cria a Diocese de Punalur através do território da Diocese de Quilon. Em 2004 a Diocese de Punalur tem sua província eclesiástica alterada, passando de Verapoly para Thiruvananthapuram.

## Lista de bispos
A seguir uma lista de bispos desde a criação da diocese em 1985.
|                   | Nome                  | Período           | Notas                   |
| Bispos de Punalur | Bispos de Punalur     | Bispos de Punalur | Bispos de Punalur       |
| ----------------- | --------------------- | ----------------- | ----------------------- |
| 3º                | Selvister Ponnumuthan | 2009 - atual      |                         |
| 2º                | Joseph Kariyil        | 2005 - 2009       | Nomeado bispo de Cochim |
| 1º                | Mathias Kappil        | 1985 - 2005       |                         |